# Kon’ya tsuki no mieru oka ni
Kon’ya tsuki no mieru oka ni (jap. 今夜月の見える丘に) – dwudziesty siódmy singel japońskiego zespołu B’z, wydany 9 lutego 2000 roku. Osiągnął 1 pozycję w rankingu Oricon i pozostał na liście przez 17 tygodni, sprzedał się w nakładzie 1 128 830 egzemplarzy. Singel zdobył status płyty Milion.
Utwór tytułowy został wykorzystany jako piosenka przewodnia TV dramy Beautiful Life (jap. ビューティフルライフ Byūtifuru Raifu).

## Lista utworów
| Nr | Tytuł                                                                                     | Czas |
| -- | ----------------------------------------------------------------------------------------- | ---- |
| 1. | „Kon’ya tsuki no mieru oka ni” (jap. 今夜月の見える丘に)                                  | 4:13 |
| 2. | „Dakara sono te wo hanashite -Mixture style-” (jap. だからその手を離して -Mixture style-) | 4:08 |

## Muzycy
- Tak Matsumoto: gitara, kompozycja i aranżacja utworów
- Kōshi Inaba: wokal, teksty utworów, aranżacja
- Hideo Yamaki: perkusja (#1)
- Kaichi Kurose: perkusja (#2)
- Kōji „Kitarō” Nakamura: gitara basowa (#1)
- Shōtarō Mitsuzono: gitara basowa (#2)
- Akira Onozuka: pianino (#1)

## Notowania
| Lista                                  | Pozycja |
| -------------------------------------- | ------- |
| Oricon Weekly Singles Chart            | 1       |
| Oricon Monthly Singles Chart           | 3       |
| Oricon Yearly Singles Chart (rok 2000) | 8       |